# SUGOI JAPAN Award
SUGOI JAPAN Award是一項日本的次文化獎項，創設於2014年、首次頒授於2015年，獎勵最能代表日本的驕傲（SUGOI）、最想向海外推廣的日本動畫、日本漫畫、輕小說及娛樂小說作品。首屆選出《魔法少女小圓》為全部門大獎（迄今僅有一次大獎）。

## 概要
以「從日本的SUGOI！到世界的SUGOI！」為口號，對日本動畫、日本漫畫、輕小說及娛樂小說作品共4部門進行全國票選，並確定部門第1名（首獎）為最想向海外推廣的日本文化作品。提名在每年的7月進行，然後在11月至12月之間進行投票，結果於次年的3月公佈。第一年對全國最高票授予「大獎」（グランプリ；Grand Prix），但翌年開始廢除。
最近一次舉行於2017年。目前官方網站已經關閉，實際上結束運作。

## 主辦及贊助者
- 主辦：SUGOI JAPAN實行委員會 / 讀賣新聞社
- 贊助：外務省 / 經濟產業省 / 漫畫出版商協會（日语：コミック出版社の会） / Tokyo Otaku Mode（日语：トーキョーオタクモード）

## 歷年首獎作品

### 2015年
- 漫畫部門：進擊的巨人[4]
- 動畫部門：魔法少女小圓（大獎）[2]
- 輕小說部門：果然我的青春戀愛喜劇搞錯了。[4]
- 娛樂小說部門：圖書館戰爭系列[4]

### 2016年
- 漫畫部門： 一拳超人[5]
- 動畫部門：四月是你的謊言[5]
- 輕小說部門：在地下城尋求邂逅是否搞錯了什麼[5]
- 娛樂小說部門：屍者的帝國[5]

### 2017年
- 漫畫部門：我的英雄學院[6]
- 動畫部門：Re:從零開始的異世界生活[6]
- 輕小說部門：Re:從零開始的異世界生活[6]
- 娛樂小說部門：小說 你的名字[6]